# Terma
Terma A/S er en dansk teknologivirksomhed med hovedsæde i Lystrup ved Aarhus, der producerer til fly- og våbenindustrien til både private og militær brug.

## Produkter
Fra termometre til stjernekameraer; Terma har udviklet sig fra lokal fabrikation af termometre til en verdensomspændende producent af højteknologisk udstyr som:
- Elektroniske selvbeskyttelsessystemer til jager- og transportfly og helikoptere
- Produktion af elektronik til forsvarsindustrien
- Mekaniske strukturer til civile og militære fly
- Lufttrafikovervågningssystemer
- Radarsystemer, både civile og militære
- IT-udstyr
- Rumfarts- og satellitteknologi

Blandt kunderne er Søværnet og Flyvevåbnet i Danmark, det hollandske og amerikanske luftvåben samt virksomheden Northrop Grumman.

### Eksempler på udstyr
Den europæiske rumorganisation ESA anvender Termas PCU (Power Conditioning Unit) til at fordele elektrisk energi fra solcellepanelerne til udstyret på rumsonderne Rosetta, Mars Express og Venus Express. Huygens-sonden, der landede på saturnmånen Titan i 2004, havde en timer fra Terma for at spare på batterierne.
Terma har også deltaget i ESA’s ExoMars missionen, hvortil Terma har udviklet en Remote Terminal and Power Unit (RTPU) for landingsmodulet Schiaparelli.

## Faciliteter
I Danmark har Terma faciliteter i Lystrup, Grenaa, Søborg og Skive. Internationalt har Terma faciliteter i Leiden, Holland; Darmstadt ved Frankfurt i Tyskland, Toulouse i Frankrig, Singapore, Abu Dhabi, Indien, i Washington D.C. og Warner Robins i Georgia i USA.

## Historie
Terma blev oprettet i 1944 af Orla og Svend Aage Jørgensen og fremstillede termometre og manometre. (Navnet Terma opstod af Termometer og Manometer). Terma A/S overtog Terma i 1949, og i 1950'erne begyndte firmaet at producere radarudstyr, primært med Forsvaret og den danske stat som kunder. Terma ejes i dag af den danske Thomas B. Thriges fond gennem Thrige Holding A/S.

## Produkter

### Dele til F-35-kampfly
I forlængelse af tidligere aftaler fra 2006 og 2012 indgik Terma i 2017 en aftale med den amerikanske flyproducent Northrop Grumman Corporation om at levere flydele til F35-kampflyet frem til 2040. Den nye aftale har en anslået værdi på 2,5 mia DKK og indebærer en forøgelse af arbejdsstyrken.

### Rumfart

#### Atmosphere-Space Interactions Monitor (ASIM)
Terma har været teknisk hovedleverandør på det 314 Kg. tunge ASIM observatorium. ASIM er Danmarks hidtil største rumprojekt under det europæiske rumagentur, ESA, og har kostet cirka 370 millioner kroner. ASIM blev opsendt fra Kennedy Space Center i Florida den 2. april 2018 klokken 22.30 dansk tid.
Formålet med ASIM er, at overvåge og måle på forskellige lynfænomener i den øvre del af Jordens atmosfære (Transient Luminous Events (TLE)) og tæller eksempelvis opadgående lyn og røde feer. Der ud over skal ASIM måle udbrud af gammaglimt fra tordenvejr (Terrestrial Gamma ray Flash, TGF). ASIM skal hjælpe forskerne med at forstå fysikken bag ovenstående fænomener, og hvordan de spiller ind på klodens klima.

## Kontroverser
Israelske F-35 fly som var udstyret med dele produceret af Terma, deltog i bombardementer i maj 2021 og august 2022, hvor 75 børn blev dræbt. En række menneskerettighedsorganisationer som eksempelvis Amnesty International har opfordret Danmark til at stoppe med at supplere Israels militær med udstyr
I forbindelse med en demonstration mod firmaets handel med Israel 30. oktober 2023 udtalte firmaets talsmand Kasper Hyllested til BT:
"Vi har været en del af F-35-programmet i mange år. Det har aldrig været nogen hemmelighed. Det er vi glade for og stolte af at være en del af." Og: "Vi er også meget opmærksomme på at al vores eksport foregår i fuld overensstemmelse med danske og internationale regler. De danske myndigheder har godkendt alt vores eksport. Der er ikke noget at sætte på det."

## Eksterne links
1. 1 2 3 4  Terma Annual Report 2020 (Webside ikke længere tilgængelig)
2. ↑  "Terma-dk pressemeddelelse om bidraget til Schiaparelli. Hentet 20. december 2016". Arkiveret fra originalen 21. december 2016. Hentet 20. december 2016.
3. ↑  DR-nyheder 29/3 2017 Grenaa-firma lander ny milliardaftale om F35-fly (hentet 2017-03-29)
4. ↑  https://www.dr.dk/nyheder/udland/jubel-over-rumprojekt-saetter-danmark-paa-verdenskortet
5. ↑  Historisk dansk rumprojekt sendt op i rummet - TV 2
6. ↑  ASIM: Danmarks største rumprojekt klar til opsendelse
7. ↑  "Arkiveret kopi". Arkiveret fra originalen 9. februar 2019. Hentet 4. april 2018.
8. ↑  https://www.information.dk/indland/2023/03/f-35-fly-dansk-udstyr-deltog-israelske-bombardementer-draebte-75-boern
9. ↑  BT: Demonstranter blokerer for dansk våbenvirksomhed

- Terma A/S official website

56°14′3.25″N 10°14′31.12″Ø / 56.2342361°N 10.2419778°Ø